# Eliss
Elis est un jeu vidéo de puzzle développé par Steph Thirion, sorti en 2009 sur iOS. Il a pour suite Eliss Infinity.

## Accueil
Le jeu est cité dans Les 1001 jeux vidéo auxquels il faut avoir joué dans sa vie. Il a gagné le Prix de l'Auteur lors de l'IndieCade 2009.